# Epidendrum ibaguense
Epidendrum ibaguense är en orkidéart som beskrevs av Carl Sigismund Kunth. Epidendrum ibaguense ingår i släktet Epidendrum och familjen orkidéer. Inga underarter finns listade i Catalogue of Life.
E. ibaguense har en form av mimikry som kallas Dodsons mimikry där dess blommor är förvillande lika blommor hos arterna eldkrona och röd sidenört.

## Bildgalleri

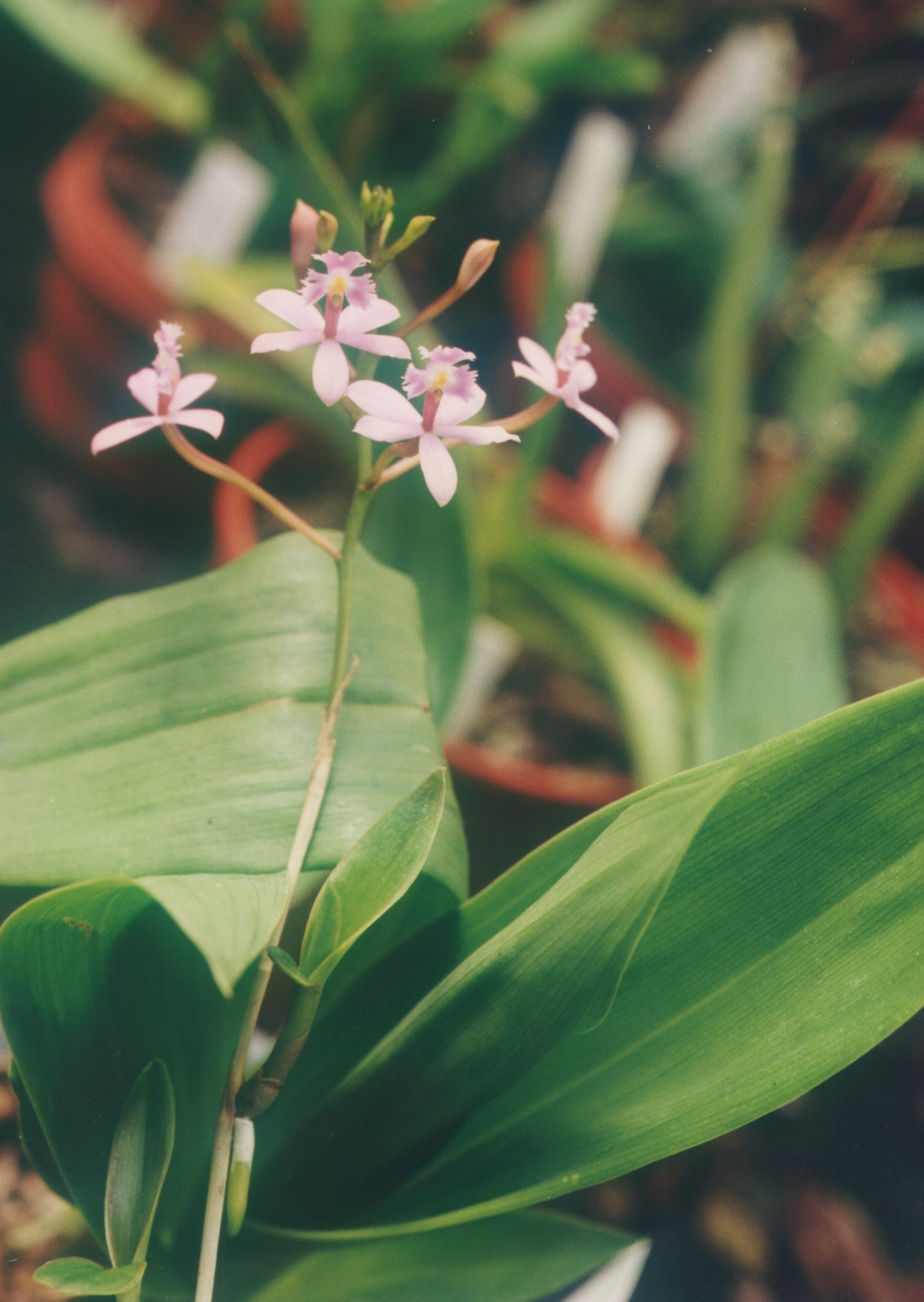
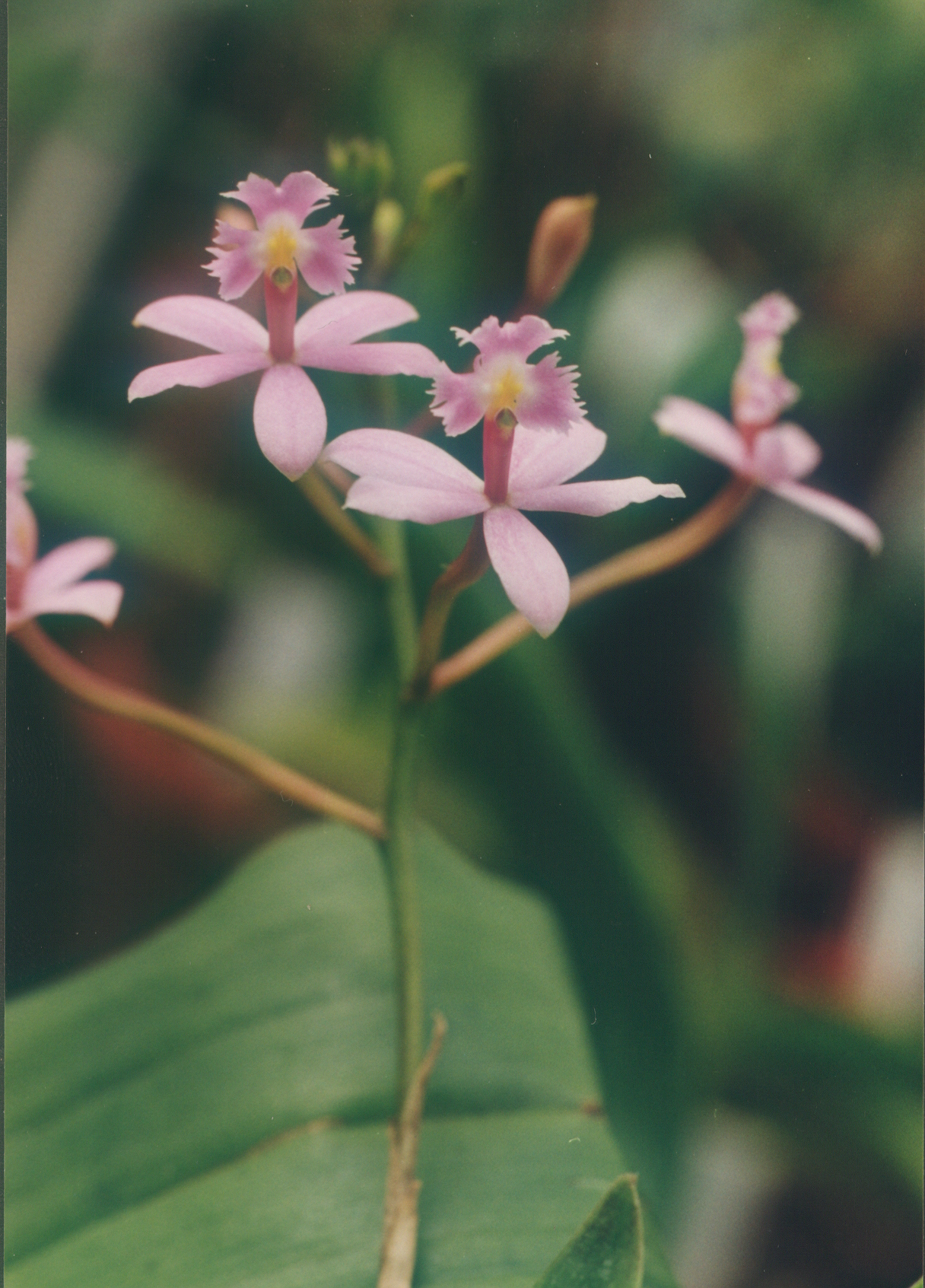
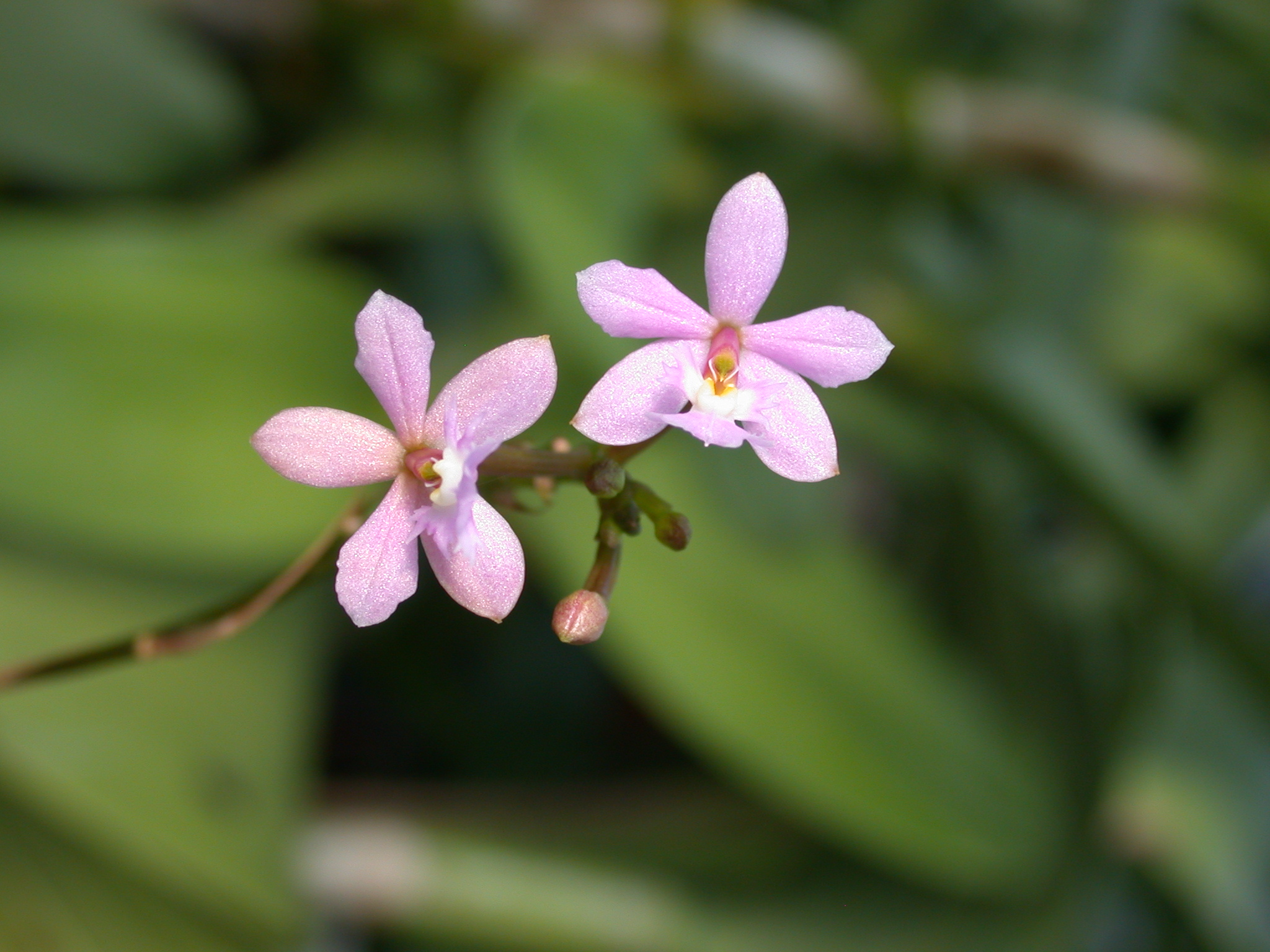

### Fotnoter
1. ↑  F.W.H.von Humboldt, A.J.A.Bonpland & C.S.Kunth, 1816 In: Nov. Gen. Sp. 1: 352
2. 1 2  Roskov Y., Kunze T., Orrell T., Abucay L., Paglinawan L., Culham A., Bailly N., Kirk P., Bourgoin T., Baillargeon G., Decock W., De Wever A., Didžiulis V. (ed) (28 februari 2014). ”Species 2000 & ITIS Catalogue of Life: 2014 Annual Checklist.”. Species 2000: Reading, UK. http://www.catalogueoflife.org/annual-checklist/2014/details/species/id/9807540. Läst 26 maj 2014.
3. ↑  WCSP: World Checklist of Selected Plant Families
4. ↑  Pasteur 1982, s. 169-199.